# Oscaruddelingen 1989
Oscaruddelingen 1989 var den 61. oscaruddeling, hvor de bedste film fra 1988 blev hædret af Academy of Motion Picture Arts and Sciences. Uddelingen blev afholdt 29. marts 1989 i Shrine Auditorium i Los Angeles, Californien, USA.

## Vindere og nominerede
Vindere står øverst, er skrevet i fed.
| Bedste film - Rain Man – Mark Johnson, producer - Turist ved et tilfælde – Lawrence Kasdan, Charles Okun og Michael Grillo, producere - Farlige forbindelser – Norma Heyman og Hank Moonjean, producere - Mississippi Burning – Frederick Zollo og Robert F. Colesberry, producere - Working Girl – Douglas Wick, producer | Bedste instruktør - Barry Levinson – Rain Man - Charles Crichton – Fisken de kaldte Wanda - Martin Scorsese – Den sidste fristelse - Alan Parker – Mississippi Burning - Mike Nichols – Working Girl |
| Bedste mandlige hovedrolle - Dustin Hoffman – Rain Man som Raymond Babbit - Gene Hackman – Mississippi Burning som Agent Rupert Anderson - Tom Hanks – Big som Josh Baskin - Edward James Olmos – Vis hvad du kan som Jaime Escalante - Max von Sydow – Pelle Erobreren som Lassefar                                       | Bedste kvindelige hovedrolle - Jodie Foster – Anklaget som Sarah Tobias - Glenn Close – Farlige forbindelser som Marquise Isabelle de Merteuil - Melanie Griffith – Working Girl som Tess McGill - Meryl Streep – Et skrig i mørket som Lindy Chamberlain - Sigourney Weaver – Gorillaer i disen som Dian Fossey |
| Bedste mandlige birolle - Kevin Kline – Fisken de kaldte Wanda som Otto West - Alec Guinness – Lille Dorrit som William Dorrit - Martin Landau – Tucker - en mand og hans drøm som Abe Karatz - River Phoenix – Running on Empty som Danny Pope - Dean Stockwell – Gift med mafiaen som Tony "The Tiger" Russo             | Bedste kvindelige birolle - Geena Davis – Turist ved et tilfælde som Muriel Pritchett - Joan Cusack – Working Girl som Cyn - Frances McDormand – Mississippi Burning som Mrs. Pell - Michelle Pfeiffer – Farlige forbindelser som Madame Marie de Tourvel - Sigourney Weaver – Working Girl som Katharine Parker |
| Bedste originale manuskript - Rain Man – Manuskript af Ronald Bass og Barry Morrow; Historie af Barry Morrow - Big – Gary Ross og Anne Spielberg - En sikker vinder – Ron Shelton - Fisken de kaldte Wanda – Manuskript af John Cleese; Historie af John Cleese og Charles Crichton - Running on Empty – Naomi Foner       | Bedste manuskript baseret på materiale fra et andet medie - Farlige forbindelser – Christopher Hampton baseret på skuespillet Les Liaisons Dangereuses af Christopher Hampton og romanen af Pierre Choderlos de Laclos - Turist ved et tilfælde – Frank Galati and Lawrence Kasdan based on the novel by Anne Tyler - Gorillaer i disen – manuskript af Anna Hamilton Phelan; Historie af Anna Hamilton Phelan og Tab Murphy baseret på artikler af Harold T.P. Hayes og Alex Shoumatoff - Lille Dorrit – Christine Edzard baseret på romanen af Charles Dickens - Tilværelsens ulidelige lethed – Jean-Claude Carrière og Philip Kaufman baseret på romanen af Milan Kundera |
| Bedste fremmedsprogede film - Pelle Erobreren (Danmark) – Bille August - Hanussen (Ungarn) – István Szabó - Musikkens mester (Belgien) – Gérard Corbiau - Salaam Bombay (Indien) in Hindi – Mira Nair - Kvinder på randen af et nervøst sammenbrud (Spanien) – Pedro Almodóvar                                             | Bedste dokumentar - Hôtel Terminus – Marcel Ophuls - Beyers - en afrikaaner taler ud – Robert Bilheimer og Ronald Mix - Let's Get Lost – Bruce Weber og Nan Bush - Promises to Keep – Ginny Durrin - Who Killed Vincent Chin? – Renee Tajima og Christine Choy |
| Bedste korte dokumentar - You Don't Have to Die – William Guttentag og Malcolm Clarke - The Children's Storefront – Karen Goodman - Family Gathering – Lise Yasui og Ann Tegnell - Gang Cops – Thomas B. Fleming og Daniel J. Marks - Portrait of Imogen – Nancy Hale og Meg Partridge                                     | Bedste kortfilm - The Appointments of Dennis Jennings – Dean Parisot og Steven Wright - Cadillac Dreams – Matia Karrell og Abbee Goldstein - Gullah Tales – George deGolian og Gary Moss |
| Bedste korte animationsfilm - Tin Toy – John Lasseter og William Reeves - The Cat Came Back – Cordell Barker - Technological Threat – Bill Kroyer og Brian Jennings | Bedste musik - Milagro – Dave Grusin - Turist ved et tilfælde – John Williams - Farlige forbindelser – George Fenton - Gorillaer i disen – Maurice Jarre - Rain Man – Hans Zimmer |
| Bedste sang - "Let the River Run" fra Working Girl – Musik og tekst af Carly Simon - "Calling You" fra Bagdad Café – Musik og tekst af Bob Telson - "Two Hearts" fra Buster – Musik af Lamont Dozier; Tekst Phil Collins                                                                                                   | Bedste lyd - Bird – Les Fresholtz, Dick Alexander, Vern Poore og Willie D. Burton - Die Hard – Don Bassman, Kevin F. Cleary, Richard Overton, and Al Overton Jr. - Gorillaer i disen – Andy Nelson, Brian Saunders og Peter Handford - Mississippi Burning – Robert J. Litt, Elliot Tyson, Rick Kline, og Danny Michael - Hvem snørede Roger Rabbit – Robert Knudson, John Boyd, Don Digirolamo og Tony Dawe |
| Bedste redigering af lydeffekter - Hvem snørede Roger Rabbit – Charles L. Campbell og Louis Edemann - Die Hard – Stephen Hunter Flick og Richard Shorr - Willow – Ben Burtt og Richard Hymns | Bedste scenografi - Farlige forbindelser – Stuart Craig og Gérard James - Friends – Albert Brenner og Garrett Lewis - Rain Man – Ida Random og Linda DeScenna - Tucker - en mand og hans drøm – Dean Tavoularis og Armin Ganz - Hvem snørede Roger Rabbit – Elliot Scott og Peter Howitt |
| Bedste makeup - Beetlejuice – Ve Neill, Steve La Porte og Robert Short - Coming to America – Rick Baker - Scrooged – Tom Burman og Bari Dreiband-Burman | Bedste kostumer - Farlige forbindelser – James Acheson - Coming to America – Deborah Nadoolman Landis - A Handful of Dust – Jane Robinson - Sunset – Patricia Norris - Tucker - en mand og hans drøm – Milena Canonero |
| Bedste fotografering - Mississippi Burning – Peter Biziou - Rain Man – John Seale - Tequila Sunrise – Conrad Hall - Tilværelsens ulidelige lethed – Sven Nykvist - Hvem snørede Roger Rabbit – Dean Cundey | Bedste klipning - Hvem snørede Roger Rabbit – Arthur Schmidt - Die Hard – Frank J. Urioste and John F. Link - Gorillaer i disen – Stuart Baird - Mississippi Burning – Gerry Hambling - Rain Man – Stu Linder |
| Bedste visuelle effekter - Hvem snørede Roger Rabbit – Ken Ralston, Richard Williams, Ed Jones og George Gibbs - Die Hard – Richard Edlund, Al DiSarro, Brent Boates og Thaine Morris - Willow – Dennis Muren, Michael J. McAlister, Phil Tippett og Chris Evans                                                           | |

### Æres-Oscar
- National Film Board of Canada[2]
- Eastman Kodak Company[3]

### Special Achievement Award
- Richard Williams "for animationerne i Hvem snørede Roger Rabbit".[4]